# منطقة جوادر
منطقة جوادر (البلوشية: ضلع گوادر) منطقة في إقليم بلوشستان في باكستان. اسم جوادر مصدره من اللغة البلوشية غوات ودار وتعني باب الهواء. اعتبرت جوادر منطقة منفصلة في 1 يوليو 1977. مدينة جوادر هي مقر مقاطعة منطقة جوادر.

## الإدارة
تنقسم منطقة جوادر إلى أربعة تحصيلات ومناطق فرعية:
- جوادر.
- جيواني.
- أورمارا.
- باسني.

## الجغرافيا والتاريخ الطبيعي
منطقة جوادر لديها خط ساحلي يبلغ طوله 600 كيلومتر (370 ميل) ممتد على طول خليج عمان وبحر العرب. المنطقة تقع في المنطقة الساحلية المطلة على بحر العرب وإلى الجنوب الغربي من مدينة كويته عاصمة إقليم بلوشستان ومنطقة لاسبيلا في الشرق ومنطقتي كيتش وأواران في الشمال وتتقاسم الحدود في الغرب مع إيران كما أنه تحتوي على الطريق السريع الساحلي ذو المناظر الخلابة التي تنبع من منطقة لاسبيلا ويمر عبر منطقة جوادر. تبلغ مساحة ساحل بحر العرب فيها 620 كيلومتر. الميزة الأكثر أهمية لمنطقة جوادر هي ميناء عميق عند المياه الدافئة. هي يقع على الخليج الشرقي نتوء مثل مطرقة الرأس الطبيعي للأرض من الساحل ومنتفخ في قمة بحر العرب.

## التركيبة السكانية
وفقا لتعداد عام 1998 فقد بلغ عدد سكان منطقة جوادر 278989 نسمة. تبلغ مساحتها 12,637 كيلومتر مربع بينما تبلغ الكثافة السكانية 15 شخص في الكيلومتر المربع.